# Noors voetbalelftal (vrouwen)
Het Noors vrouwenvoetbalelftal is een voetbalteam dat uitkomt voor Noorwegen bij internationale wedstrijden en competities, zoals het EK voetbal vrouwen. Anders dan de mannen hoort het Noorse vrouwenvoetbal al jarenlang tot de wereldtop.

## Geschiedenis

### Beginjaren
Het nationale vrouwenvoetbalteam van Noorwegen werd in 1978 in het leven geroepen. Aanleiding was het toernooi om het Noordse kampioenschap, waarbij alleen IJsland werd verslagen. De achterstand van Noorwegen op de andere Scandinavische landen Zweden en Denemarken was groot, zoals eind jaren zeventig blijkt uit de uitslagen tegen deze twee landen. De Noorse ploeg weet in de beginjaren alleen van Noord-Ierland te winnen.

### Premies
Op zaterdag 7 oktober 2017 bereikte de Noorse voetbalbond een uniek akkoord met de spelersvakbond over het nieuwe premiestelsel. Mannelijke en vrouwelijke internationals krijgen voortaan evenveel uitbetaald. De mannen besloten een deel van hun inkomsten uit commerciële activiteiten af te staan aan de vrouwen, waardoor beide selecties nu evenveel geld ontvangen als compensatie voor hun interlandverplichtingen.
De prijzenpot voor vrouwen werd door dit besluit volgens de Engelse krant The Guardian bijna verdubbeld: van circa 300 duizend tot 600 duizend euro. "Noorwegen is een land waarin gelijkwaardigheid erg belangrijk is", zei Joachim Walltin, de voorman van de Noorse spelersvakbond, naderhand. "Het is goed voor ons land en voor de sport dat de mannen en vrouwen voortaan evenveel geld krijgen van de bond."

## Prestaties op eindronden

### Wereldkampioenschap
| Jaar   | Resultaat      | Wed | W  | G | V  | DV  | DT |
| ------ | -------------- | --- | -- | - | -- | --- | -- |
| 1991   | Runner-up      | 6   | 4  | 0 | 2  | 14  | 10 |
| 1995   | Kampioen       | 6   | 6  | 0 | 0  | 23  | 1  |
| 1999   | Vierde plaats  | 6   | 4  | 1 | 1  | 16  | 8  |
| 2003   | Kwartfinale    | 4   | 2  | 0 | 2  | 10  | 6  |
| 2007   | Vierde plaats  | 6   | 3  | 1 | 2  | 12  | 11 |
| 2011   | Groepsfase     | 3   | 1  | 0 | 2  | 2   | 5  |
| 2015   | Achtste finale | 4   | 2  | 1 | 1  | 9   | 4  |
| 2019   | Kwartfinale    | 5   | 2  | 1 | 2  | 7   | 7  |
| / 2023 | Achtste finale | 4   | 1  | 1 | 2  | 7   | 4  |
| Totaal | 9/9            | 44  | 25 | 5 | 14 | 100 | 56 |

### Olympische Spelen
| Jaar   | Resultaat           | Wed                 | W                   | G                   | V                   | DV                  | DT                  |
| ------ | ------------------- | ------------------- | ------------------- | ------------------- | ------------------- | ------------------- | ------------------- |
| 1996   | Derde plaats        | 5                   | 3                   | 1                   | 1                   | 12                  | 6                   |
| 2000   | Kampioen            | 5                   | 4                   | 0                   | 1                   | 9                   | 6                   |
| 2004   | Niet gekwalificeerd | Niet gekwalificeerd | Niet gekwalificeerd | Niet gekwalificeerd | Niet gekwalificeerd | Niet gekwalificeerd | Niet gekwalificeerd |
| 2008   | Kwartfinale         | 4                   | 2                   | 0                   | 2                   | 5                   | 7                   |
| 2012   | Niet gekwalificeerd | Niet gekwalificeerd | Niet gekwalificeerd | Niet gekwalificeerd | Niet gekwalificeerd | Niet gekwalificeerd | Niet gekwalificeerd |
| 2016   | Niet gekwalificeerd | Niet gekwalificeerd | Niet gekwalificeerd | Niet gekwalificeerd | Niet gekwalificeerd | Niet gekwalificeerd | Niet gekwalificeerd |
| 2020   | Niet gekwalificeerd | Niet gekwalificeerd | Niet gekwalificeerd | Niet gekwalificeerd | Niet gekwalificeerd | Niet gekwalificeerd | Niet gekwalificeerd |
| 2024   | Niet gekwalificeerd | Niet gekwalificeerd | Niet gekwalificeerd | Niet gekwalificeerd | Niet gekwalificeerd | Niet gekwalificeerd | Niet gekwalificeerd |
| Totaal | 3/8                 | 14                  | 9                   | 1                   | 4                   | 26                  | 19                  |

### Europees kampioenschap
| Jaar   | Resultaat           | Wed                 | W                   | G                   | V                   | DV                  | DT                  |
| ------ | ------------------- | ------------------- | ------------------- | ------------------- | ------------------- | ------------------- | ------------------- |
| 1984   | Niet gekwalificeerd | Niet gekwalificeerd | Niet gekwalificeerd | Niet gekwalificeerd | Niet gekwalificeerd | Niet gekwalificeerd | Niet gekwalificeerd |
| 1987   | Kampioen            | 2                   | 2                   | 0                   | 0                   | 4                   | 1                   |
| 1989   | Runner-up           | 2                   | 1                   | 0                   | 1                   | 3                   | 5                   |
| 1991   | Runner-up           | 2                   | 0                   | 1                   | 1                   | 1                   | 3                   |
| 1993   | Kampioen            | 2                   | 2                   | 0                   | 0                   | 2                   | 0                   |
| 1995   | Halve finale        | 2                   | 1                   | 0                   | 1                   | 5                   | 7                   |
| 1997   | Groepsfase          | 3                   | 1                   | 1                   | 1                   | 5                   | 2                   |
| 2001   | Halve finale        | 4                   | 1                   | 1                   | 2                   | 4                   | 3                   |
| 2005   | Runner-up           | 5                   | 2                   | 1                   | 2                   | 10                  | 10                  |
| 2009   | Halve finale        | 5                   | 2                   | 1                   | 2                   | 6                   | 9                   |
| 2013   | Runner-up           | 6                   | 3                   | 2                   | 1                   | 7                   | 4                   |
| 2017   | Groepsfase          | 3                   | 0                   | 0                   | 3                   | 0                   | 4                   |
| 2022   | Groepsfase          | 3                   | 1                   | 0                   | 2                   | 4                   | 10                  |
| 2025   | Kwartfinale         | 4                   | 3                   | 0                   | 1                   | 9                   | 7                   |
| Totaal | 13/14               | 43                  | 19                  | 7                   | 17                  | 60                  | 65                  |

## Selecties

### Huidige selectie
Interlands en doelpunten bijgewerkt tot en met de WK-wedstrijd Noorwegen  (0 - 3)  Engeland op 27 juni 2019.
|                            |                                |      |        |                         |        |
|                            |                                |      |        |                         |        |
|                            |                                |      |        |                         |        |
|                            |                                |      |        |                         |        |
|                            |                                |      |        |                         |        |
| Nr.                        | Naam                           | Wed. | Dlpnt. | Club                    | Debuut |
| Doel                       |                                |      |        |                         |        |
| 1                          | Ingrid Hjelmseth 45 jaar       | 137  | 0      | Stabæk                  | 2003   |
| 12                         | Cecilie Fiskerstrand 29 jaar   | 21   | 0      | LSK Kvinner             | 2014   |
| 23                         | Oda Bogstad 29 jaar            | 0    | 0      | Arna-Bjørnar            | -      |
| Verdediging                |                                |      |        |                         |        |
| 2                          | Ingrid Wold 35 jaar            | 66   | 3      | LSK Kvinner             | 2012   |
| 3                          | Maria Thorisdottir 32 jaar     | 38   | 17     | Chelsea                 | 2015   |
| 4                          | Stine Hovland 34 jaar          | 7    | 0      | SK Brann Kvinner        | 2018   |
| 5                          | Synne Skinnes Hansen 29 jaar   | 18   | 0      | LSK Kvinner             | 2016   |
| 6                          | Maren Mjelde 35 jaar           | 142  | 19     | Chelsea                 | 2007   |
| 17                         | Kristine Minde 32 jaar         | 103  | 9      | VfL Wolfsburg           | 2011   |
| 19                         | Cecilie Kvamme 29 jaar         | 3    | 0      | SK Brann Kvinner        | 2019   |
| Middenveld                 |                                |      |        |                         |        |
| 8                          | Vilde Bøe Risa 30 jaar         | 25   | 2      | Kopparbergs/Göteborg FC | 2016   |
| 13                         | Therese Åsland 29 jaar         | 6    | 1      | LSK Kvinner             | 2018   |
| 14                         | Ingrid Engen 27 jaar           | 22   | 2      | LSK Kvinner             | 2018   |
| 15                         | Amalie Eikeland 29 jaar        | 7    | 0      | SK Brann Kvinner        | 2016   |
| 16                         | Guro Reiten 30 jaar            | 42   | 6      | Chelsea                 | 2014   |
| 18                         | Frida Maanum 26 jaar           | 25   | 0      | Linköping               | 2017   |
| 20                         | Emilie Haavi 33 jaar           | 83   | 16     | LSK Kvinner             | 2010   |
| 21                         | Karina Sævik 29 jaar           | 9    | 1      | Kolbotn                 | 2019   |
| Aanval                     |                                |      |        |                         |        |
| 7                          | Elise Thorsnes 36 jaar         | 118  | 19     | LSK Kvinner             | 2006   |
| 9                          | Isabell Herlovsen 37 jaar      | 132  | 63     | Kolbotn                 | 2005   |
| 10                         | Caroline Graham Hansen 30 jaar | 77   | 26     | VfL Wolfsburg           | 2011   |
| 11                         | Lisa-Marie Utland 32 jaar      | 46   | 15     | Rosengård               | 2015   |
| 22                         | Emilie Nautnes 26 jaar         | 6    | 1      | Arna-Bjørnar            | 2018   |
| Bondscoach: Martin Sjögren |                                |      |        |                         |        |

(Nr. = basiself, Nr. + Wed. = , Nr. + Wed. = , Nr. + Wed. = volledige wedstrijd, Dlpnt. = gescoord, 0 = penalty gestopt)

### Olympische Spelen
| Selectie van Noorwegen tijdens de Olympische Spelen 1996 | Selectie van Noorwegen tijdens de Olympische Spelen 1996 | Selectie van Noorwegen tijdens de Olympische Spelen 1996 | Selectie van Noorwegen tijdens de Olympische Spelen 1996 | Selectie van Noorwegen tijdens de Olympische Spelen 1996 |
| №                                                        | Naam                                                     | Wed.                                                     | Dlpnt.                                                   | Club                                                     |
| -------------------------------------------------------- | -------------------------------------------------------- | -------------------------------------------------------- | -------------------------------------------------------- | -------------------------------------------------------- |
| Doel                                                     |                                                          |                                                          |                                                          |                                                          |
| 1                                                        | Bente Nordby                                             |                                                          |                                                          | FK Athene Moss                                           |
| 12                                                       | Reidun Seth                                              |                                                          |                                                          | Öxabäck IF                                               |
| 19                                                       | Ingrid Sternhoff                                         |                                                          |                                                          | SK Haugar                                                |
| Verdediging                                              |                                                          |                                                          |                                                          |                                                          |
| 2                                                        | Agnete Carlsen                                           |                                                          |                                                          | Nikko Shoken                                             |
| 3                                                        | Gro Espeseth                                             |                                                          |                                                          | IL Sandviken                                             |
| 4                                                        | Nina Nymark Jakobsen                                     |                                                          |                                                          | IL Sandviken                                             |
| 5                                                        | Merete Myklebust                                         |                                                          |                                                          | SK Trondheims-Ørn                                        |
| 13                                                       | Tina Svensson                                            |                                                          |                                                          | Asker Fotball                                            |
| Middenveld                                               |                                                          |                                                          |                                                          |                                                          |
| 8                                                        | Heidi Støre                                              |                                                          |                                                          | Nikko Shoken                                             |
| 14                                                       | Tone Haugen                                              |                                                          |                                                          | Nikko Shoken                                             |
| 15                                                       | Trine Tangeraas                                          |                                                          |                                                          | IL Sandviken                                             |
| 17                                                       | Tone Gunn Frustøl                                        |                                                          |                                                          | Asker Fotball                                            |
| Aanval                                                   |                                                          |                                                          |                                                          |                                                          |
| 7                                                        | Anne Nymark Rylandsholm                                  |                                                          |                                                          | IL Sandviken                                             |
| 9                                                        | Marianne Pettersen                                       |                                                          |                                                          | Gjelleråsen IF                                           |
| 10                                                       | Linda Medalen                                            |                                                          |                                                          | Nikko Shoken                                             |
| 11                                                       | Brit Sandaune                                            |                                                          |                                                          | SK Trondheims-Ørn                                        |
| 16                                                       | Ann Kristin Aarønes                                      |                                                          |                                                          | SK Trondheims-Ørn                                        |
| 18                                                       | Kjersti Thun                                             |                                                          |                                                          | Asker Fotball                                            |
| Bondscoach: Even Pellerud                                |                                                          |                                                          |                                                          |                                                          |

| Selectie van Noorwegen tijdens de Olympische Spelen 2000 | Selectie van Noorwegen tijdens de Olympische Spelen 2000 | Selectie van Noorwegen tijdens de Olympische Spelen 2000 | Selectie van Noorwegen tijdens de Olympische Spelen 2000 | Selectie van Noorwegen tijdens de Olympische Spelen 2000 |
| №                                                        | Naam                                                     | Wed.                                                     | Dlpnt.                                                   | Club                                                     |
| -------------------------------------------------------- | -------------------------------------------------------- | -------------------------------------------------------- | -------------------------------------------------------- | -------------------------------------------------------- |
| Doel                                                     |                                                          |                                                          |                                                          |                                                          |
| 1                                                        | Bente Nordby                                             |                                                          |                                                          | FK Athene Moss                                           |
| 18                                                       | Ingeborg Hovland                                         |                                                          |                                                          | Klepp IL                                                 |
| Verdediging                                              |                                                          |                                                          |                                                          |                                                          |
| 2                                                        | Brit Sandaune                                            |                                                          |                                                          | SK Trondheims-Ørn                                        |
| 3                                                        | Gøril Kringen                                            |                                                          |                                                          | SK Trondheims-Ørn                                        |
| 4                                                        | Anne Tønnessen                                           |                                                          |                                                          | Kolbotn IL                                               |
| 8                                                        | Monica Knudsen                                           |                                                          |                                                          | Asker Fotball                                            |
| 13                                                       | Kristin Bekkevold                                        |                                                          |                                                          | Asker Fotball                                            |
| Middenveld                                               |                                                          |                                                          |                                                          |                                                          |
| 5                                                        | Gro Espeseth                                             |                                                          |                                                          | SK Trondheims-Ørn                                        |
| 6                                                        | Hege Riise                                               |                                                          |                                                          | Asker Fotball                                            |
| 7                                                        | Solveig Gulbrandsen                                      |                                                          |                                                          | Kolbotn IL                                               |
| 10                                                       | Unni Lehn                                                |                                                          |                                                          | SK Trondheims-Ørn                                        |
| 12                                                       | Silje Jørgensen                                          |                                                          |                                                          | Klepp IL                                                 |
| 15                                                       | Margunn Haugenes                                         |                                                          |                                                          | Bjørnar IL                                               |
| 17                                                       | Christine Bøe Jensen                                     |                                                          |                                                          | IK Grand Bodø                                            |
| Aanval                                                   |                                                          |                                                          |                                                          |                                                          |
| 9                                                        | Anita Rapp                                               |                                                          |                                                          | Asker Fotball                                            |
| 11                                                       | Marianne Pettersen                                       |                                                          |                                                          | FK Athene Moss                                           |
| 14                                                       | Dagny Mellgren                                           |                                                          |                                                          | Bjørnar IL                                               |
| 16                                                       | Ragnhild Gulbrandsen                                     |                                                          |                                                          | SK Trondheims-Ørn                                        |
| 19                                                       | Bente Kvitland                                           |                                                          |                                                          | FK Athene Moss                                           |
| Bondscoach: Per-Mathias Høgmo                            |                                                          |                                                          |                                                          |                                                          |

| Selectie van Noorwegen tijdens de Olympische Spelen 2008 | Selectie van Noorwegen tijdens de Olympische Spelen 2008 | Selectie van Noorwegen tijdens de Olympische Spelen 2008 | Selectie van Noorwegen tijdens de Olympische Spelen 2008 | Selectie van Noorwegen tijdens de Olympische Spelen 2008 |
| №                                                        | Naam                                                     | Wed.                                                     | Dlpnt.                                                   | Club                                                     |
| -------------------------------------------------------- | -------------------------------------------------------- | -------------------------------------------------------- | -------------------------------------------------------- | -------------------------------------------------------- |
| Doel                                                     |                                                          |                                                          |                                                          |                                                          |
| 1                                                        | Erika Skarbø                                             |                                                          |                                                          | Arna-Bjørnar                                             |
| 18                                                       | Christine Nilsen                                         |                                                          |                                                          | Kolbotn IL                                               |
| Verdediging                                              |                                                          |                                                          |                                                          |                                                          |
| 2                                                        | Ane Horpestad                                            |                                                          |                                                          | Klepp IL                                                 |
| 3                                                        | Gunhild Følstad                                          |                                                          |                                                          | SK Trondheims-Ørn                                        |
| 5                                                        | Siri Nordby                                              |                                                          |                                                          | Røa IL                                                   |
| 12                                                       | Marit Christensen                                        |                                                          |                                                          | Røa IL                                                   |
| 15                                                       | Marita Lund                                              |                                                          |                                                          | Strømmen FK                                              |
| Middenveld                                               |                                                          |                                                          |                                                          |                                                          |
| 4                                                        | Ingvild Stensland                                        |                                                          |                                                          | Kopparbergs/Göteborg                                     |
| 6                                                        | Marie Knutsen                                            |                                                          |                                                          | Røa IL                                                   |
| 8                                                        | Solveig Gulbrandsen                                      |                                                          |                                                          | Kolbotn IL                                               |
| 11                                                       | Leni Kaurin                                              |                                                          |                                                          | Turbine Potsdam                                          |
| 13                                                       | Lene Storløkken                                          |                                                          |                                                          | Strømmen FK                                              |
| Aanval                                                   |                                                          |                                                          |                                                          |                                                          |
| 7                                                        | Trine Bjerke Rønning                                     |                                                          |                                                          | Kolbotn IL                                               |
| 9                                                        | Isabell Herlovsen                                        |                                                          |                                                          | Kolbotn IL                                               |
| 10                                                       | Melissa Wiik                                             |                                                          |                                                          | Asker Fotball                                            |
| 14                                                       | Guro Knutsen Mienna                                      |                                                          |                                                          | Røa IL                                                   |
| 16                                                       | Elise Thorsnes                                           |                                                          |                                                          | Arna-Bjørnar                                             |
| 17                                                       | Lene Mykjåland                                           |                                                          |                                                          | Røa IL                                                   |
| Bondscoach: Bjarne Berntsen                              |                                                          |                                                          |                                                          |                                                          |

### Wereldkampioenschap
| Selectie van Noorwegen tijdens het Wereldkampioenschap 1991 | Selectie van Noorwegen tijdens het Wereldkampioenschap 1991 | Selectie van Noorwegen tijdens het Wereldkampioenschap 1991 | Selectie van Noorwegen tijdens het Wereldkampioenschap 1991 | Selectie van Noorwegen tijdens het Wereldkampioenschap 1991 |
| №                                                           | Naam                                                        | Wed.                                                        | Dlpnt.                                                      | Club                                                        |
| ----------------------------------------------------------- | ----------------------------------------------------------- | ----------------------------------------------------------- | ----------------------------------------------------------- | ----------------------------------------------------------- |
| Doel                                                        |                                                             |                                                             |                                                             |                                                             |
| 1                                                           | Reidun Seth                                                 |                                                             |                                                             | GAIS Göteborg                                               |
| 12                                                          | Bente Nordby                                                |                                                             |                                                             | Raufoss IL                                                  |
| 18                                                          | Hilde Strømsvold                                            |                                                             |                                                             | Bøler IF                                                    |
| Verdediging                                                 |                                                             |                                                             |                                                             |                                                             |
| 3                                                           | Trine Stenberg                                              |                                                             |                                                             | IL Sandviken                                                |
| 5                                                           | Gunn Nyborg                                                 |                                                             |                                                             | Asker Fotball                                               |
| 8                                                           | Heidi Støre                                                 |                                                             |                                                             | SK Sprint-Jeløy                                             |
| 16                                                          | Tina Svensson                                               |                                                             |                                                             | Asker Fotball                                               |
| Middenveld                                                  |                                                             |                                                             |                                                             |                                                             |
| 2                                                           | Cathrine Zaborowski                                         |                                                             |                                                             | Asker Fotball                                               |
| 4                                                           | Gro Espeseth                                                |                                                             |                                                             | IL Sandviken                                                |
| 6                                                           | Agnete Carlsen                                              |                                                             |                                                             | SK Sprint-Jeløy                                             |
| 7                                                           | Tone Haugen                                                 |                                                             |                                                             | SK Trondheims-Ørn                                           |
| 13                                                          | Liv Strædet                                                 |                                                             |                                                             | SK Sprint-Jeløy                                             |
| 14                                                          | Margunn Humlestøl                                           |                                                             |                                                             | Asker Fotball                                               |
| 15                                                          | Anette Igland                                               |                                                             |                                                             | Kaupanger IL                                                |
| Aanval                                                      |                                                             |                                                             |                                                             |                                                             |
| 9                                                           | Hege Riise                                                  |                                                             |                                                             | Setskog/Høland FK                                           |
| 10                                                          | Linda Medalen                                               |                                                             |                                                             | Asker Fotball                                               |
| 11                                                          | Birthe Hegstad                                              |                                                             |                                                             | Klepp IL                                                    |
| 17                                                          | Ellen Scheel Aalbu                                          |                                                             |                                                             | IL Jardar                                                   |
| Bondscoach: Even Pellerud                                   |                                                             |                                                             |                                                             |                                                             |

| Selectie van Noorwegen tijdens het Wereldkampioenschap 1995 | Selectie van Noorwegen tijdens het Wereldkampioenschap 1995 | Selectie van Noorwegen tijdens het Wereldkampioenschap 1995 | Selectie van Noorwegen tijdens het Wereldkampioenschap 1995 | Selectie van Noorwegen tijdens het Wereldkampioenschap 1995 |
| №                                                           | Naam                                                        | Wed.                                                        | Dlpnt.                                                      | Club                                                        |
| ----------------------------------------------------------- | ----------------------------------------------------------- | ----------------------------------------------------------- | ----------------------------------------------------------- | ----------------------------------------------------------- |
| Doel                                                        |                                                             |                                                             |                                                             |                                                             |
| 1                                                           | Bente Nordby                                                |                                                             |                                                             | SK Sprint-Jeløy                                             |
| 12                                                          | Reidun Seth                                                 |                                                             |                                                             | Öxabäck IF                                                  |
| 20                                                          | Ingrid Sternhoff                                            |                                                             |                                                             | Hauger                                                      |
| Verdediging                                                 |                                                             |                                                             |                                                             |                                                             |
| 2                                                           | Tina Svensson                                               |                                                             |                                                             | Asker Fotball                                               |
| 4                                                           | Anne Nymark Rylandsholm                                     |                                                             |                                                             | IL Sandviken                                                |
| 5                                                           | Nina Nymark Jakobsen                                        |                                                             |                                                             | IL Sandviken                                                |
| 8                                                           | Heidi Støre                                                 |                                                             |                                                             | Kolbotn IL                                                  |
| 13                                                          | Merete Myklebust                                            |                                                             |                                                             | SK Trondheims-Ørn                                           |
| 17                                                          | Anita Waage                                                 |                                                             |                                                             | SK Trondheims-Ørn                                           |
| Middenveld                                                  |                                                             |                                                             |                                                             |                                                             |
| 3                                                           | Gro Espeseth                                                |                                                             |                                                             | IL Sandviken                                                |
| 6                                                           | Hege Riise                                                  |                                                             |                                                             | Setskog/Høland FK                                           |
| 7                                                           | Tone Haugen                                                 |                                                             |                                                             | Nikko Shoken                                                |
| 11                                                          | Ann-Kristin Aarones                                         |                                                             |                                                             | SK Trondheims-Ørn                                           |
| 14                                                          | Hege Gunnerød                                               |                                                             |                                                             | Asker Fotball                                               |
| 18                                                          | Tone Frustol                                                |                                                             |                                                             | FK Donn                                                     |
| 19                                                          | Agnete Carlsen                                              |                                                             |                                                             | Kolbotn IL                                                  |
| Aanval                                                      |                                                             |                                                             |                                                             |                                                             |
| 9                                                           | Kristin Sandberg                                            |                                                             |                                                             | Asker Fotball                                               |
| 10                                                          | Linda Medalen                                               |                                                             |                                                             | Nikko Shoken                                                |
| 15                                                          | Randi Leinan                                                |                                                             |                                                             | SK Trondheims-Ørn                                           |
| 16                                                          | Marianne Pettersen                                          |                                                             |                                                             | Gjelleråsen IF                                              |
| Bondscoach: Even Pellerud                                   |                                                             |                                                             |                                                             |                                                             |

| Selectie van Noorwegen tijdens het Wereldkampioenschap 1999 | Selectie van Noorwegen tijdens het Wereldkampioenschap 1999 | Selectie van Noorwegen tijdens het Wereldkampioenschap 1999 | Selectie van Noorwegen tijdens het Wereldkampioenschap 1999 | Selectie van Noorwegen tijdens het Wereldkampioenschap 1999 |
| №                                                           | Naam                                                        | Wed.                                                        | Dlpnt.                                                      | Club                                                        |
| ----------------------------------------------------------- | ----------------------------------------------------------- | ----------------------------------------------------------- | ----------------------------------------------------------- | ----------------------------------------------------------- |
| Doel                                                        |                                                             |                                                             |                                                             |                                                             |
| 1                                                           | Bente Nordby                                                |                                                             |                                                             | FK Athene Moss                                              |
| 12                                                          | Astrid Johannessen                                          |                                                             |                                                             | Asker Fotball                                               |
| Verdediging                                                 |                                                             |                                                             |                                                             |                                                             |
| 2                                                           | Brit Sandaune                                               |                                                             |                                                             | SK Trondheims-Ørn                                           |
| 3                                                           | Gøril Kringen                                               |                                                             |                                                             | SK Trondheims-Ørn                                           |
| 5                                                           | Henriette Viker                                             |                                                             |                                                             | Asker Fotball                                               |
| 10                                                          | Linda Medalen                                               |                                                             |                                                             | Asker Fotball                                               |
| 14                                                          | Anne Nymark Andersen                                        |                                                             |                                                             | Arna-Bjørnar                                                |
| 18                                                          | Anne Tønnessen                                              |                                                             |                                                             | Kolbotn IL                                                  |
| Middenveld                                                  |                                                             |                                                             |                                                             |                                                             |
| 4                                                           | Silje Jørgensen                                             |                                                             |                                                             | Klepp IL                                                    |
| 6                                                           | Hege Riise                                                  |                                                             |                                                             | Setskog/Høland FK                                           |
| 7                                                           | Tone Gunn Frustøl                                           |                                                             |                                                             | Asker Fotball                                               |
| 8                                                           | Monica Knudsen                                              |                                                             |                                                             | Asker Fotball                                               |
| 9                                                           | Ann-Kristin Aarones                                         |                                                             |                                                             | SK Trondheims-Ørn                                           |
| 16                                                          | Solveig Gulbrandsen                                         |                                                             |                                                             | Kolbotn IL                                                  |
| 20                                                          | Unni Lehn                                                   |                                                             |                                                             | SK Trondheims-Ørn                                           |
| Aanval                                                      |                                                             |                                                             |                                                             |                                                             |
| 11                                                          | Marianne Pettersen                                          |                                                             |                                                             | Asker Fotball                                               |
| 13                                                          | Ragnhild Gulbrandsen                                        |                                                             |                                                             | SK Trondheims-Ørn                                           |
| 15                                                          | Dagny Mellgren                                              |                                                             |                                                             | Arna-Bjørnar                                                |
| 17                                                          | Anita Rapp                                                  |                                                             |                                                             | Asker Fotball                                               |
| 19                                                          | Linda Ørmen                                                 |                                                             |                                                             | FK Athene Moss                                              |
| Bondscoach: Per-Mathias Høgmo                               |                                                             |                                                             |                                                             |                                                             |

| Selectie van Noorwegen tijdens het Wereldkampioenschap 2003 | Selectie van Noorwegen tijdens het Wereldkampioenschap 2003 | Selectie van Noorwegen tijdens het Wereldkampioenschap 2003 | Selectie van Noorwegen tijdens het Wereldkampioenschap 2003 | Selectie van Noorwegen tijdens het Wereldkampioenschap 2003 |
| №                                                           | Naam                                                        | Wed.                                                        | Dlpnt.                                                      | Club                                                        |
| ----------------------------------------------------------- | ----------------------------------------------------------- | ----------------------------------------------------------- | ----------------------------------------------------------- | ----------------------------------------------------------- |
| Doel                                                        |                                                             |                                                             |                                                             |                                                             |
| 1                                                           | Bente Nordby                                                |                                                             |                                                             | Kolbotn IL                                                  |
| 12                                                          | Silje Vesterbekkmo                                          |                                                             |                                                             | Røa IL                                                      |
| Verdediging                                                 |                                                             |                                                             |                                                             |                                                             |
| 2                                                           | Brit Sandaune                                               |                                                             |                                                             | SK Trondheims-Ørn                                           |
| 3                                                           | Ane Horpestad                                               |                                                             |                                                             | Klepp IL                                                    |
| 4                                                           | Monica Knudsen                                              |                                                             |                                                             | Asker Fotball                                               |
| 13                                                          | Anne Tønnessen                                              |                                                             |                                                             | Klepp IL                                                    |
| 15                                                          | Marit Christensen                                           |                                                             |                                                             | Asker Fotball                                               |
| 16                                                          | Gunhild Følstad                                             |                                                             |                                                             | SK Trondheims-Ørn                                           |
| Middenveld                                                  |                                                             |                                                             |                                                             |                                                             |
| 5                                                           | Karin Bredland                                              |                                                             |                                                             | Røa IL                                                      |
| 6                                                           | Hege Riise                                                  |                                                             |                                                             | Carolina Courage                                            |
| 8                                                           | Solveig Gulbrandsen                                         |                                                             |                                                             | Kolbotn IL                                                  |
| 10                                                          | Unni Lehn                                                   |                                                             |                                                             | Carolina Courage                                            |
| 19                                                          | Kristine Edner                                              |                                                             |                                                             | Røa IL                                                      |
| 20                                                          | Lise Klaveness                                              |                                                             |                                                             | Asker Fotball                                               |
| Aanval                                                      |                                                             |                                                             |                                                             |                                                             |
| 7                                                           | Trine Bjerke Rønning                                        |                                                             |                                                             | Kolbotn IL                                                  |
| 9                                                           | Anita Rapp                                                  |                                                             |                                                             | New York Power                                              |
| 11                                                          | Marianne Pettersen                                          |                                                             |                                                             | Asker Fotball                                               |
| 14                                                          | Dagny Mellgren                                              |                                                             |                                                             | Boston Breakers                                             |
| 17                                                          | Linda Ørmen                                                 |                                                             |                                                             | Asker Fotball                                               |
| 18                                                          | Ingrid Sæthre                                               |                                                             |                                                             | Arna-Bjørnar                                                |
| Bondscoach: Age Steen                                       |                                                             |                                                             |                                                             |                                                             |

| Selectie van Noorwegen tijdens het Wereldkampioenschap 2007 | Selectie van Noorwegen tijdens het Wereldkampioenschap 2007 | Selectie van Noorwegen tijdens het Wereldkampioenschap 2007 | Selectie van Noorwegen tijdens het Wereldkampioenschap 2007 | Selectie van Noorwegen tijdens het Wereldkampioenschap 2007 |
| №                                                           | Naam                                                        | Wed.                                                        | Dlpnt.                                                      | Club                                                        |
| ----------------------------------------------------------- | ----------------------------------------------------------- | ----------------------------------------------------------- | ----------------------------------------------------------- | ----------------------------------------------------------- |
| Doel                                                        |                                                             |                                                             |                                                             |                                                             |
| 1                                                           | Bente Nordby                                                |                                                             |                                                             | Djurgårdens IF                                              |
| 12                                                          | Erika Skarbø                                                |                                                             |                                                             | Arna-Bjørnar                                                |
| 13                                                          | Christine Nilsen                                            |                                                             |                                                             | Kolbotn IL                                                  |
| Verdediging                                                 |                                                             |                                                             |                                                             |                                                             |
| 2                                                           | Ane Horpestad                                               |                                                             |                                                             | Klepp IL                                                    |
| 3                                                           | Gunhild Følstad                                             |                                                             |                                                             | SK Trondheims-Ørn                                           |
| 5                                                           | Siri Nordby                                                 |                                                             |                                                             | Røa IL                                                      |
| 6                                                           | Camilla Huse                                                |                                                             |                                                             | Kolbotn IL                                                  |
| 19                                                          | Marit Christensen                                           |                                                             |                                                             | Røa IL                                                      |
| Middenveld                                                  |                                                             |                                                             |                                                             |                                                             |
| 4                                                           | Ingvild Stensland                                           |                                                             |                                                             | Kopparbergs/Göteborg FC                                     |
| 8                                                           | Solveig Gulbrandsen                                         |                                                             |                                                             | Kolbotn IL                                                  |
| 11                                                          | Leni Kaurin                                                 |                                                             |                                                             | Asker FK                                                    |
| 15                                                          | Madeleine Giske                                             |                                                             |                                                             | Arna-Bjørnar                                                |
| 18                                                          | Marie Knutsen                                               |                                                             |                                                             | Røa IL                                                      |
| 20                                                          | Lise Klaveness                                              |                                                             |                                                             | Umeå IK FF                                                  |
| 21                                                          | Lene Storløkken                                             |                                                             |                                                             | Team Strømmen                                               |
| Aanval                                                      |                                                             |                                                             |                                                             |                                                             |
| 7                                                           | Trine Bjerke Rønning                                        |                                                             |                                                             | Kolbotn IL                                                  |
| 9                                                           | Isabell Herlovsen                                           |                                                             |                                                             | Kolbotn IL                                                  |
| 10                                                          | Melissa Wiik                                                |                                                             |                                                             | Asker FK                                                    |
| 14                                                          | Guro Knutsen Mienna                                         |                                                             |                                                             | Røa IL                                                      |
| 16                                                          | Ragnhild Gulbrandsen                                        |                                                             |                                                             | Asker FK                                                    |
| 17                                                          | Lene Mykjåland                                              |                                                             |                                                             | Røa IL                                                      |
| Bondscoach: Bjarne Berntsen                                 |                                                             |                                                             |                                                             |                                                             |

| Selectie van Noorwegen tijdens het Wereldkampioenschap 2015 | Selectie van Noorwegen tijdens het Wereldkampioenschap 2015 | Selectie van Noorwegen tijdens het Wereldkampioenschap 2015 | Selectie van Noorwegen tijdens het Wereldkampioenschap 2015 | Selectie van Noorwegen tijdens het Wereldkampioenschap 2015 |
| №                                                           | Naam                                                        | Wed.                                                        | Dlpnt.                                                      | Club                                                        |
| ----------------------------------------------------------- | ----------------------------------------------------------- | ----------------------------------------------------------- | ----------------------------------------------------------- | ----------------------------------------------------------- |
| Doel                                                        |                                                             |                                                             |                                                             |                                                             |
| 1                                                           | Ingrid Hjelmseth                                            |                                                             |                                                             | Stabæk FK                                                   |
| 12                                                          | Silje Vesterbekkmo                                          |                                                             |                                                             | Røa IL                                                      |
| 23                                                          | Cecilie Fiskerstrand                                        |                                                             |                                                             | Stabæk FK                                                   |
| Verdediging                                                 |                                                             |                                                             |                                                             |                                                             |
| 2                                                           | Maria Thorisdottir                                          |                                                             |                                                             | Klepp IL                                                    |
| 3                                                           | Marita Lund                                                 |                                                             |                                                             | LSK Kvinner                                                 |
| 6                                                           | Maren Mjelde                                                |                                                             |                                                             | Avaldsnes IL                                                |
| 7                                                           | Trine Bjerke Rønning                                        |                                                             |                                                             | Stabæk FK                                                   |
| 11                                                          | Nora Holstad Berge                                          |                                                             |                                                             | FC Bayern München                                           |
| 13                                                          | Ingrid Moe Wold                                             |                                                             |                                                             | LSK Kvinner                                                 |
| 15                                                          | Marit Sandvei                                               |                                                             |                                                             | LSK Kvinner                                                 |
| Middenveld                                                  |                                                             |                                                             |                                                             |                                                             |
| 4                                                           | Gry Tofte Ims                                               |                                                             |                                                             | Klepp IL                                                    |
| 8                                                           | Solveig Gulbrandsen                                         |                                                             |                                                             | Kolbotn IL                                                  |
| 10                                                          | Anja Sønstevold                                             |                                                             |                                                             | LSK Kvinner                                                 |
| 14                                                          | Ingrid Schjelderup                                          |                                                             |                                                             | Stabæk FK                                                   |
| 17                                                          | Lene Mykjåland                                              |                                                             |                                                             | LSK Kvinner                                                 |
| 19                                                          | Kristine Minde                                              |                                                             |                                                             | Linköpings FC                                               |
| 20                                                          | Emilie Haavi                                                |                                                             |                                                             | LSK Kvinner                                                 |
| Aanval                                                      |                                                             |                                                             |                                                             |                                                             |
| 5                                                           | Lisa-Marie Utland                                           |                                                             |                                                             | SK Trondheims-Ørn                                           |
| 9                                                           | Isabell Herlovsen                                           |                                                             |                                                             | LSK Kvinner                                                 |
| 16                                                          | Elise Thorsnes                                              |                                                             |                                                             | Avaldsnes IL                                                |
| 18                                                          | Melissa Bjånesøy                                            |                                                             |                                                             | Stabæk FK                                                   |
| 21                                                          | Ada Hegerberg                                               |                                                             |                                                             | Olympique Lyonnais                                          |
| 22                                                          | Hege Hansen                                                 |                                                             |                                                             | Klepp IL                                                    |
| Bondscoach: Even Pellerud                                   |                                                             |                                                             |                                                             |                                                             |

| Selectie van Noorwegen tijdens het Wereldkampioenschap 2019 | Selectie van Noorwegen tijdens het Wereldkampioenschap 2019 | Selectie van Noorwegen tijdens het Wereldkampioenschap 2019 | Selectie van Noorwegen tijdens het Wereldkampioenschap 2019 | Selectie van Noorwegen tijdens het Wereldkampioenschap 2019 |
| ----------------------------------------------------------- | ----------------------------------------------------------- | ----------------------------------------------------------- | ----------------------------------------------------------- | ----------------------------------------------------------- |
|                                                             |                                                             |                                                             |                                                             |                                                             |
|                                                             |                                                             |                                                             |                                                             |                                                             |
|                                                             |                                                             |                                                             |                                                             |                                                             |
|                                                             |                                                             |                                                             |                                                             |                                                             |
|                                                             |                                                             |                                                             |                                                             |                                                             |
| Nr.                                                         | Naam                                                        | Wed.                                                        | Dlpnt.                                                      | Club                                                        |
| Doel                                                        |                                                             |                                                             |                                                             |                                                             |
| 1                                                           | Ingrid Hjelmseth                                            | 5                                                           | -4 (-1)                                                     | Stabæk                                                      |
| 12                                                          | Cecilie Fiskerstrand                                        | 0                                                           | 0                                                           | LSK Kvinner                                                 |
| 23                                                          | Oda Bogstad                                                 | 0                                                           | 0                                                           | Arna-Bjørnar                                                |
| Verdediging                                                 |                                                             |                                                             |                                                             |                                                             |
| 2                                                           | Ingrid Wold                                                 | 5                                                           | 0                                                           | LSK Kvinner                                                 |
| 3                                                           | Maria Thorisdottir                                          | 5                                                           | 0                                                           | Chelsea                                                     |
| 4                                                           | Stine Hovland                                               | 0                                                           | 0                                                           | Sandviken                                                   |
| 5                                                           | Synne Skinnes Hansen                                        | 3                                                           | 0                                                           | LSK Kvinner                                                 |
| 6                                                           | Maren Mjelde                                                | 5                                                           | 0 (1)                                                       | Chelsea                                                     |
| 17                                                          | Kristine Minde                                              | 5                                                           | 0                                                           | VfL Wolfsburg                                               |
| 19                                                          | Cecilie Kvamme                                              | 0                                                           | 0                                                           | Sandviken                                                   |
| Middenveld                                                  |                                                             |                                                             |                                                             |                                                             |
| 8                                                           | Vilde Bøe Risa                                              | 5                                                           | 0                                                           | Kopparbergs/Göteborg                                        |
| 13                                                          | Therese Åsland                                              | 0                                                           | 0                                                           | LSK Kvinner                                                 |
| 14                                                          | Ingrid Engen                                                | 5                                                           | 0 (1)                                                       | LSK Kvinner                                                 |
| 15                                                          | Amalie Eikeland                                             | 1                                                           | 0                                                           | Sandviken                                                   |
| 16                                                          | Guro Reiten                                                 | 5                                                           | 1 (1)                                                       | Chelsea                                                     |
| 18                                                          | Frida Maanum                                                | 4                                                           | 0                                                           | Linköping                                                   |
| 20                                                          | Emilie Haavi                                                | 1                                                           | 0                                                           | LSK Kvinner                                                 |
| 21                                                          | Karina Sævik                                                | 4                                                           | 0                                                           | Kolbotn                                                     |
| Aanval                                                      |                                                             |                                                             |                                                             |                                                             |
| 7                                                           | Elise Thorsnes                                              | 2                                                           | 0                                                           | LSK Kvinner                                                 |
| 9                                                           | Isabell Herlovsen                                           | 5                                                           | 2                                                           | Kolbotn                                                     |
| 10                                                          | Caroline Graham Hansen                                      | 5                                                           | 1 (1)                                                       | VfL Wolfsburg                                               |
| 11                                                          | Lisa-Marie Utland                                           | 5                                                           | 1                                                           | Rosengård                                                   |
| 22                                                          | Emilie Nautnes                                              | 0                                                           | 0                                                           | Arna-Bjørnar                                                |
| Bondscoach: Martin Sjögren                                  |                                                             |                                                             |                                                             |                                                             |

### Europees Kampioenschap
| Selectie van Noorwegen tijdens het Europees Kampioenschap 2017 | Selectie van Noorwegen tijdens het Europees Kampioenschap 2017 | Selectie van Noorwegen tijdens het Europees Kampioenschap 2017 | Selectie van Noorwegen tijdens het Europees Kampioenschap 2017 | Selectie van Noorwegen tijdens het Europees Kampioenschap 2017 |
| №                                                              | Naam                                                           | Wed.                                                           | Dlpnt.                                                         | Club                                                           |
| -------------------------------------------------------------- | -------------------------------------------------------------- | -------------------------------------------------------------- | -------------------------------------------------------------- | -------------------------------------------------------------- |
| Doel                                                           |                                                                |                                                                |                                                                |                                                                |
| 1                                                              | Ingrid Hjelmseth                                               | 3                                                              | - 4                                                            | Stabæk FK                                                      |
| 22                                                             | Cecilie Fiskerstrand                                           | 0                                                              | 0                                                              | LSK Kvinner                                                    |
| 23                                                             | Oda Bogstad                                                    | 0                                                              | 0                                                              | Klepp IL                                                       |
| Verdediging                                                    |                                                                |                                                                |                                                                |                                                                |
| 2                                                              | Ingrid Moe Wold                                                | 3                                                              | 0                                                              | LSK Kvinner                                                    |
| 3                                                              | Maria Thorsdottir                                              | 2                                                              | 0                                                              | Chelsea                                                        |
| 11                                                             | Nora Holstad Berge                                             | 1                                                              | 0                                                              | FC Bayern München                                              |
| 13                                                             | Stine Pettersen Reinås                                         | 0                                                              | 0                                                              | Stabæk FK                                                      |
| 16                                                             | Anja Sønstevold                                                | 1                                                              | 0                                                              | LSK Kvinner                                                    |
| 18                                                             | Frida Maanum                                                   | 2                                                              | 0                                                              | Linköpings FC                                                  |
| 21                                                             | Kristine Bjørdal Leine                                         | 0                                                              | 0                                                              | Røa IL                                                         |
| Middenveld                                                     |                                                                |                                                                |                                                                |                                                                |
| 4                                                              | Guro Reiten                                                    | 2                                                              | 0                                                              | LSK Kvinner                                                    |
| 5                                                              | Tuva Hansen                                                    | 0                                                              | 0                                                              | Klepp IL                                                       |
| 6                                                              | Maren Mjelde                                                   | 3                                                              | 0                                                              | Chelsea                                                        |
| 7                                                              | Ingrid Schjelderup                                             | 3                                                              | 0                                                              | Eskilstuna                                                     |
| 8                                                              | Andrine Stolsmo Hegerberg                                      | 1                                                              | 0                                                              | Birmingham                                                     |
| 17                                                             | Kristine Minde                                                 | 3                                                              | 0                                                              | Linköpings FC                                                  |
| 19                                                             | Ingvild Isaksen                                                | 1                                                              | 0                                                              | Stabæk FK                                                      |
| 20                                                             | Emilie Haavi                                                   | 2                                                              | 0                                                              | LSK Kvinner                                                    |
| 22                                                             | Ingrid Marie Spord                                             | 2                                                              | 0                                                              | LSK Kvinner                                                    |
| Aanval                                                         |                                                                |                                                                |                                                                |                                                                |
| 9                                                              | Elise Thorsnes                                                 | 2                                                              | 0                                                              | Avaldsnes IL                                                   |
| 10                                                             | Caroline Graham Hansen                                         | 3                                                              | 0                                                              | Wolfsburg                                                      |
| 14                                                             | Ada Stolsmo Hegerberg                                          | 3                                                              | 0                                                              | Olympique Lyonnais                                             |
| 15                                                             | Lisa-Marie Utland                                              | 2                                                              | 0                                                              | Røa IL                                                         |
| Bondscoach: Martin Sjögren                                     |                                                                |                                                                |                                                                |                                                                |